# Fußballauswahl von Réunion
Die Fußballauswahl von Réunion ist die „Fußballnationalmannschaft“ des französischen Übersee-Départements Réunion. Sie wird von dem Verband Ligue Réunionnaise de Football organisiert, einer regionalen Unterorganisation des französischen Verbands Fédération Française de Football.
Réunion ist kein Mitglied des Weltfußballverbandes FIFA und nimmt daher auch nicht an Qualifikationsspielen zu Fußball-Weltmeisterschaften teil. La Réunion ist lediglich assoziiertes Mitglied des Kontinentalverbandes CAF, was die Mannschaft jedoch nicht berechtigt, an den Qualifikationsspielen zum Afrika-Cup teilzunehmen. Außerdem beteiligt sich die Nationalauswahl an der Coupe de l’Outre-Mer, dem Wettbewerb für Nationalmannschaften aus Frankreichs überseeischen Gebieten. 2008 und 2012 gewann Réunion die Siegestrophäe. 1979, 1998, 2007 und 2015 gewannen sie darüber hinaus Gold bei den Indian Ocean Island Games.
Zudem hat La Réunion bereits einige internationale Spiele bestritten, die meisten davon gegen Madagaskar, Mauritius und die Seychellen.
Seit den 2000er-Jahren spielen von der Insel stammende Profifußballer zunehmend eine gewichtigere Rolle in der französischen A-Nationalelf. So hatte deren damaliger Trainer Laurent Blanc mit Guillaume Hoarau, Benoît Trémoulinas und Dimitri Payet gleich drei von ihnen in sein Aufgebot für die Europameisterschafts-Qualifikationsspiele im Oktober 2010 berufen.

## Turniere

### Weltmeisterschaft
- 1930 bis 2026 – nicht teilgenommen

### Afrikameisterschaft
- 1957 bis 2025 – nicht teilgenommen

### Afrikanische Nationenmeisterschaft
- 2009 bis 2023 – nicht teilgenommen

### Fußballmeisterschaft des südlichen Afrika
- 1997 bis 2022 – nicht teilgenommen

### Weitere Turniere
Coupe de l’Outre-Mer
- 2008: Sieger
- 2010: Zweiter
- 2012: Sieger

Indian Ocean Island Games
- 1979: Sieger
- 1985: Zweiter
- 1990: Gruppenphase
- 1993: Zweiter
- 1998: Sieger
- 2003: Zweiter
- 2007: Sieger
- 2011: Dritter
- 2015: Sieger
- 2019: Sieger

## Trainer
- Jean-Pierre Bade (seit 2009)

## Länderspiele
- Liste der Länderspiele der Fußballauswahl von Réunion